# Markečica
Markečica je v jedru gručasto naselje južno od Oplotnice, ki leži na rodovitni peščeno-ilovnati ravnini Oplotniškega polja, med potokoma Oplotniščico in Gračnico. Zahodno od nje se dviga Brinjeva gora (631 m), južno pa razgledna gotska cerkev sv. Barbare na istimenskem griču (428 m). Manjši zaselek ob gozdu se imenuje Drage.  Naselje se prvič omenja že leta 1302.